# Mimosa minutifolia
Mimosa minutifolia là một loài thực vật có hoa trong họ Đậu. Loài này được Robinson & Greenm. miêu tả khoa học đầu tiên.